# Jan Lisowski (zm. po 1654)
Jan Lisowski herbu Jeż (zm. po 1654) – miecznik upicki w latach 1646–1653, landwójt połocki, podwojewodzi połocki w latach 1628–1647, namiestnik sądowy surogatora w 1625 roku, kapitan siebieski w 1622 roku, rotmistrz Jego Królewskiej Mości.
Poseł na sejm 1645 roku.